# Вайт-Горс (Південна Дакота)
Вайт-Горс, Сангкска ояке (англ. White Horse, лакота Šuŋgská oyáŋke) — переписна місцевість (CDP) в США, в окрузі Тодд штату Південна Дакота. Населення — 234 особи (2020).

## Географія
Вайт-Горс розташований за координатами 43°18′37″ пн. ш. 100°35′51″ зх. д. / 43.31028° пн. ш. 100.59750° зх. д. (43.310369, -100.597492).  За даними Бюро перепису населення США в 2010 році переписна місцевість мала площу 8,20 км², з яких 8,19 км² — суходіл та 0,01 км² — водойми.

## Демографія
Згідно з переписом 2010 року, у переписній місцевості мешкало 276 осіб у 80 домогосподарствах у складі 57 родин. Густота населення становила 34 особи/км².  Було 86 помешкань (10/км²).
Расовий склад населення:
| - 93,8 % — корінних американців - 3,3 % — білих - 0,4 % — азіатів |

До двох чи більше рас належало 2,5 %. Частка іспаномовних становила 1,8 % від усіх жителів.
За віковим діапазоном населення розподілялося таким чином: 46,7 % — особи молодші 18 років, 46,1 % — особи у віці 18—64 років, 7,2 % — особи у віці 65 років та старші. Медіана віку мешканця становила 20,4 року. На 100 осіб жіночої статі у переписній місцевості припадало 109,1 чоловіків;  на 100 жінок у віці від 18 років та старших — 88,5 чоловіків також старших 18 років.
За межею бідності перебувало 61,4 % осіб, у тому числі 92,3 % дітей у віці до 18 років та 0,0 % осіб у віці 65 років та старших.
Цивільне працевлаштоване населення становило 88 осіб. Основні галузі зайнятості: будівництво — 19,3 %, освіта, охорона здоров'я та соціальна допомога — 15,9 %, сільське господарство, лісництво, риболовля — 15,9 %.